# هوستون أ.بي. باسيت
هوستون أ.بي. باسيت هو سياسي أمريكي، ولد في 14 مارس 1857 في مقاطعة غرايمز في الولايات المتحدة، وتوفي بنفس المكان في 17 يوليو 1920. نشط حزبياً في الحزب الجمهوري. وقد انتخب عضو مجلس نواب تكساس ‏.